# Дуглас (округ, Колорадо)
Шаблон:StateAbbr_ 39°21′ пн. ш. 104°56′ зх. д. / 39.35° пн. ш. 104.93° зх. д.
Округ Дуглас (англ. Douglas County) — округ (графство) у штаті Колорадо, США. Ідентифікатор округу 08035.

## Історія
Округ утворений 1861 року.

## Демографія
За даними перепису
2000 року
загальне населення округу становило 175766 осіб, зокрема міського населення було 150320, а сільського — 25446.
Серед мешканців округу чоловіків було 87742, а жінок — 88024. В окрузі було 60924 домогосподарства, 49850 родин, які мешкали в 63333 будинках.
Середній розмір родини становив 3,19.
Віковий розподіл населення поданий у таблиці:
| Стать    | До 15 років | 15-21 | 22-29 | 30-39 | 40-49 | 50-65 | 65-85 | Понад 85 |
| -------- | ----------- | ----- | ----- | ----- | ----- | ----- | ----- | -------- |
| Чоловіки | 24652       | 6337  | 7074  | 17871 | 16219 | 12157 | 3294  | 138      |
| Жінки    | 23457       | 6012  | 7961  | 18995 | 16474 | 11235 | 3556  | 334      |

## Суміжні округи
- Арапаго — північ
- Елберт — схід
- Ель-Пасо — південь
- Теллер — південний захід
- Джефферсон — захід

## Виноски
1. ↑  U.S. Decennial Census. United States Census Bureau. Архів оригіналу за 26 квітня 2015. Процитовано 7 червня 2014.
2. ↑  Historical Census Browser. University of Virginia Library. Архів оригіналу за 11 серпня 2012. Процитовано 7 червня 2014.
3. ↑  Population of Counties by Decennial Census: 1900 to 1990. United States Census Bureau. Архів оригіналу за 31 липня 2014. Процитовано 7 червня 2014.
4. ↑  Census 2000 PHC-T-4. Ranking Tables for Counties: 1990 and 2000 (PDF). United States Census Bureau. Архів оригіналу (PDF) за 18 грудня 2014. Процитовано 7 червня 2014.
5. ↑  State & County QuickFacts. United States Census Bureau. Архів оригіналу за 28 липня 2011. Процитовано 7 червня 2014.(англ.) Наведено за англійською вікіпедією.
6. ↑  American FactFinder. Бюро перепису населення США. Архів оригіналу за 21 травня 2008. Процитовано 31 січня 2008.

| США | Це незавершена стаття з географії США. Ви можете допомогти проєкту, виправивши або дописавши її. |